# Staw Zawadowski
Staw Zawadowski lub Jezioro Zawadowskie – zbiornik wodny w Warszawie, w dzielnicy Wilanów przy ulicy Sytej.

## Położenie
Staw leży po lewej stronie Wisły, w Warszawie, w dzielnicy Wilanów, w rejonie MSI Zawady, na osiedlu ulicy Sytej w pobliżu ulic Topolowej i Siedliskowej. Znajduje się w sąsiedztwie rzeki Wilanówki (po prawej stronie), której w przeszłości (1938 r.) był częścią. Zbiornik wodny miał więc charakter przepływowy, obecnie można określić go jako starorzecze. Staw z korytem rzeki łączy kanał.
„Program Ochrony Środowiska dla m. st. Warszawy na lata 2009-2012 z uwzględnieniem perspektywy do 2016 r.” podaje, że staw położony jest na tarasie zalewowym i ma powierzchnię wynoszącą 0,7902 ha. Znajduje się w rynnie erozyjnej o kierunku wschód–zachód.

## Przyroda
Staw znajduje się na terenie Warszawskiego Obszaru Chronionego Krajobrazu i wraz z rzeką Wilanówką tworzy podstawowy ciąg przyrodniczy o znaczeniu ponadlokalnym.
W planach jest utworzenie użytku ekologicznego, który swym zasięgiem objąłby część stawu, a także tereny do niego przyległe o łącznej powierzchni 3700 m². Jego uzasadnieniem jest konieczność ochrony stanowisk salwinii pływającej, a także resztek naturalnej fauny wodno-błotnej ze zbiorowiskami pałki szerokolistnej. Teren ten posiada także znaczne właściwości retencyjne. Z kolei obszar przyległy do akwenu przeznaczony zostanie na cele rekreacyjno–wypoczynkowe.
Nad brzegiem zbiornika wodnego rosną przedstawiciele gatunków drzew: topola osika, topola czarna, wierzba biała i olsza czarna.
W 2004 roku na terenie stawu i w jego okolicach stwierdzono występowanie kaczki krzyżówki. Oprócz tego spotyka się nurogęsi, jastrzębie zwyczajne, zimorodki zwyczajne, kokoszki zwyczajne, świerszczaki zwyczajne, trzciniaki zwyczajne (lęgowe), czaple siwe i bociany białe.
Wśród ssaków zaobserwowano w okolicach stawu obecność przedstawicieli następujących gatunków: wiewiórka pospolita, królik europejski, nornica ruda, myszarka zaroślowa, myszarka polna, myszarka leśna, mysz domowa, śnieżnik europejski, nornik zwyczajny, nornik północny, tchórz zwyczajny, jenot, lis rudy, łasica pospolita, gronostaj europejski, kuna domowa, zając szarak oraz borsuk europejski.
Po przeciwnej stronie Wilanówki znajduje się rezerwat przyrody Morysin, a sam staw leży w  otulinie rezerwatu.